# Som i drömmar
Som i drömmar är en svensk svartvit film från 1954 med regi och manus av Carl Gyllenberg. Gyllenberg har även en större roll i filmen och filmen är också hans första och enda som regissör och manusförfattare.

## Om filmen
Filmen bygger till stor del på den grekiska myten om Prometheus. Inspelningen ägde rum i Stockholms skärgård (i Sandhamn och vid Grönskärs fyr) med Jan Lindeström och Åke Westerlund som fotografer. Filmen klipptes ihop av Gyllenberg och premiärvisades den 29 mars på biograferna Anglais i Stockholm och Grand i Uppsala. Den var 91 minuter lång och barntillåten.
Filmen spelades in med knappa ekonomiska resurser och därför användes få professionella skådespelare. Metronomes direktör Lars Burman satsade pengar i projektet och medverkade även som skådespelare. Inget synkront ljud spelades in och filmen har heller inga dialoger. I stället berättas historien med bilder som sammanbinds av musik. Två röster (Lars Ekborg och Eva Engström) förtydligar händelseförloppet, men förkroppsligas aldrig i bild. Förutom den svenska versionen framställdes filmen i en engelsk och en fransk version med titlarna As in Dreams respektive Comme en rêves, där enda skillnaden gentemot den svenska förlagan var förtexterna samt rösterna. Produktionskostnaden för de utländska versionerna var 98 000 svenska kronor.

## Rollista
- Carl Gyllenberg – Prometheus
- Birgitta Bergendahl – Pallas Athena
- Barbro Björkdahl – den ljusa människan
- Marianne Groth – den mörka människan
- Lars Burman – Hefaistos
- Göran Stenström – Hermes
- Magiro Grendahl – Pandora

### Fotnoter
1. 1 2 3  ”Som i drömmar”. Svensk Filmdatabas. http://sfi.se/sv/svensk-filmdatabas/Item/?itemid=4415&type=MOVIE&iv=Basic&ref=/templates/SwedishFilmSearchResult.aspx?id%3d1225%26epslanguage%3dsv%26searchword%3dSom+i+dr%C3%B6mmar%26type%3dMovieTitle%26match%3dBegin%26page%3d1%26prom%3dFalse. Läst 10 april 2013.